# À la recherche de mon fils

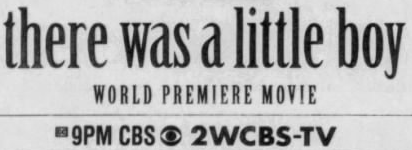
annonce de film À la recherche de mon fils/There Was a Little Boy

À la recherche de mon fils (There Was a Little Boy) est un téléfilm américain réalisé par Mimi Leder, et diffusé en 1993.

## Synopsis
Julie est une mère dont le fils a été enlevé quinze ans plus tôt. Dans son travail d'enseignante, elle est confrontée au comportement déroutant d'un élève qui a quinze ans également.

## Fiche technique
- Titre original : There Was a Little Boy
- Titre alternatif : Quinze ans de silence
- Réalisation : Mimi Leder
- Scénario : Claire R. Jacobs et Wesley Bishop
- Photographie : Kees Van Oostrum
- Musique : Anthony Marinelli
- Pays : États-Unis
- Durée : 105 min

## Distribution
- Cybill Shepherd : Julie
- John Heard : Gregg
- Scott Bairstow : Jesse
- Elaine Kagan : Esperanza
- Teri Ivens : Nilda
- Vondie Curtis-Hall : Danforth
- Bert Remsen : Père McHenry
- Gary Werntz : Jack
- Gloria Gifford : Martha
- Ellen Gerstein : Tina
- Penny Santon : Maria